# I'm Fakin
I'm Fakin è un singolo della cantante statunitense Sabrina Carpenter, pubblicato il 12 luglio 2019 come primo e unico promozionale estratto dal suo quarto album in studio Singular: Act II.
La canzone è stata scritta dalla stessa Carpenter, Katie Pearlman, Jackson Morgan, Andrés Torres e Mauricio Rengifo.

## Accoglienza
Al momento della sua uscita, Mike Neid di Idolator l’ha definita una delle canzone più catchy dell’album fino a quel momento.